# Inchconnachan
Inchconnachan (Innis Chonachain in schottisch-gälischer Sprache bedeutet die Insel der Colquhouns) ist eine Binneninsel im Loch Lomond in Schottland; sie gehört zum Loch Lomond and the Trossachs National Park. Sie ist mit dem Boot vom Dorf Luss auf der Westseite des Lochs aus erreichbar. Die Insel ist unbewohnt; sie ist ein Gebiet von besonderem wissenschaftlichem Interesse und ein Schutzgebiet in Natur- und Landschaftsschutz.

## Wallabys
Wallabys der Art Macropus rufogriseus (Rotnackenwallaby) wurden in den 1940er Jahren von Fiona Gore, Countess of Arran auf die Insel gebracht und streifen immer noch wild umher. Die Insel ist einer der wenigen Orte außerhalb Australiens, an dem es eine lebensfähige Wallaby-Population gibt.

## Verkauf
Am 9. Juli 2020 wurde Inchconnachan von der Familie Colquhoun zu einem Preis von über 500.000 £ zum Verkauf angeboten. Die Insel wurde 2021 für 1,6 Millionen £ an den Gründer der Club- und Hotelkette Soho House, Nick Jones, und seine Frau, die Radio- und Fernsehmoderatorin Kirsty Young, verkauft.
Der Verkauf beinhaltete einen verfallenen Holzbungalow im Kolonialstil aus den 1920er-Jahren, der für den Teehändler Admiral Sullivan gebaut worden war und später das Ferienhaus der Familie von Fiona Gore war. Es liegen Baugenehmigungen und detaillierte Pläne vor, um den Bungalow durch eine neue Lodge mit vier Schlafzimmern und ein kleines Wärterhaus sowie ein Bootshaus und einen Schiffsanleger zu ersetzen.
Die neuen Besitzer der Insel beabsichtigen, die verbliebenen Wallabys umzusiedeln. Die Zahl der Tiere soll sich von einst 60 auf sieben im Jahr 2022 verringert haben. Ziel sei es, nicht-einheimische Arten von der Insel zu entfernen. Es bildete sich eine Widerstandsbewegung gegen diese Pläne.